# Катандуанес
Катандуанес (таг. Katanduwanes) — островная провинция Филиппин в регионе Бикол. Административный центр — город Вирак. Провинция находится к востоку от Южного Камаринеса (на о. Лусон), и отделена проливом Македа.
Население провинции — 260 964 чел. (2015).
Плотность населения — 170 чел./км².
Административное деление — 11 муниципалитетов.

## Этимология топонима «Катандуанес»
Первоначальное название острова — «Остров народа кобо» (Исла де Кобос), по имени местного племени, которое испанцы называли к о б о.
Катандуанес — испанизированное «танду», название местного жука, от которого было образовано слово «катандуан» по правилам грамматики местного языка. Аффиксы «ка» — «ан» показывают собирательные понятия. От названия местной породы дерева «самдонг» произведено «касамдонган» (другое название острова), по тем же правилам, — это значит — «место, где изобилии растет самдонг».

## Географическая характеристика

#### Географическое положение
О. Катандуанес расположен у южной оконечности Лусона. Координаты его — 13-14° с.ш. и 124,1-124,3° в.д. От Лусона его отделяют два пролива, Лагонай и Македа, а с востока его омывает Филиппинское море. Кроме о. Катандуанес в провинцию входит несколько малых островов, которые по своим размерам незначительны. Площадь острова — 1511,5 км² или 151 150 га. Береговая линия простирается на 400 км (249 миль) и достаточно сильно изрезана бухтами.

#### Рельеф
Рельеф острова возвышенный, холмистый, высшая точка, Боктот, — 814 м, в самом центре. Остальная поверхность низменна.
Муниципалитеты: Вирак, Бато, Сан-Мигель.
Низменные участки, равнины: низменность Вирак, низменность Вига, низменность Сан-Андрес, долина Бато-Ривер. Наиболее обширные равнины находятся в южной части. Там по побережьям произрастают мангровые заросли, а земли заняты наиболее плодородными рисовыми полями.

#### Климат
Субэкваториальный климат острова характеризуется двумя выраженными сезонами, сухим и влажным, при приблизительно одинаковой температуре воздуха в течение всего года. Наиболее сухие дни и благоприятная погода стоит в июле и августе под влиянием северо-восточного муссона. В последней четверти года и в первых месяцах года преобладает влажная погода, дожди. Возможны циклоны (ураганы).

## История
В доиспанский период в Катандуанес мигрировали жители о. Борнео, заселившие сперва Панай. Остров подвергался набегам моро с о. Минданао.
Из испанцев первым сюда проник Хуан де Сальседо в 1573 г., преследовавший пиратов и завоевывающий местное население. Спустя три года сюда прибыла экспедиция испанцев из Акапулько. свидетельством этого события является церковь Баталай в Бато, в нескольких километрах от Вирака.
20 лет спустя началась христианизация острова. Конкистадоры вернулись в провинцию вместе с миссионерами, и с 1600 по 1857 проводили работу, организуя приходы.
В течение американского периода местные повстанцы сопротивлялись и уходили в горы. Но в 1934 г. над островом был установлен контроль Соединённых Штатов.
В период Второй мировой войны проходила борьба с японскими оккупантами, которое размещали свои гарнизоны в разных частях острова.
Майор Сальвадор Родольфо, организатор движения Освободительных Сил, получил за свои заслуги прозвище «Фантом», или «Человек, который никогда не умрет». Он провозгласил независимость провинции в феврале 1945 г.
26 октября 1946 г. была провозглашена также и независимость от правительства США. Этот день празднуется, как День Независимости.

## Национальная культура и традиции
Кроме местного населения на острове проживают в небольшом количестве китайцы и представители других национальностей.
В настоящее время здесь заметно сильное влияние западной культуры. Традиции, вера, мораль, культурные ценности, обычаи, одежда молодежи подобна европейской. В век информации большое значение приобрело телевидение, которое имеется практически у всех. Увеличивается использование компьютера, интернета и других современных технологий.
В праздниках и народных фестивалях прослеживается не только местный национальный храрктер, но и следы испанского влияния.

## Языки
Разговорные языки на севере и юге Катандуанеса — биколано, в центре — биколано, тагалог, английский.

## Административное деление
Административно провинция разделена на 11 муниципалитетов:
- Багаманок (Bagamanoc)
- Барас (Baras)
- Бато (Bato)
- Караморан (Caramoran)
- Гигмото (Gigmoto)
- Пандан (Pandan)
- Панганибан (Panganiban)
- Сан-Андрес (San Andres)
- Сан-Мигель (San Miguel)
- Вига (Viga)
- Вирак (Virac)

## Народные фестивали
- Кальбарио (Калвари) — празднуется в течение Святой недели (Holy Week).
- Кагхаронг — ежегодный национальный рождественский праздник.
- Пантомина — чисто местный танцевальный праздник, во время которого ставятся пантомимы, проводится преимущественно в сельской местности.
- Пададайо са Тинампо — праздник уличного танца, 24 октября.
- Сугбо — национальный ежегодный майский фестиваль.